# 남해 선소왜성

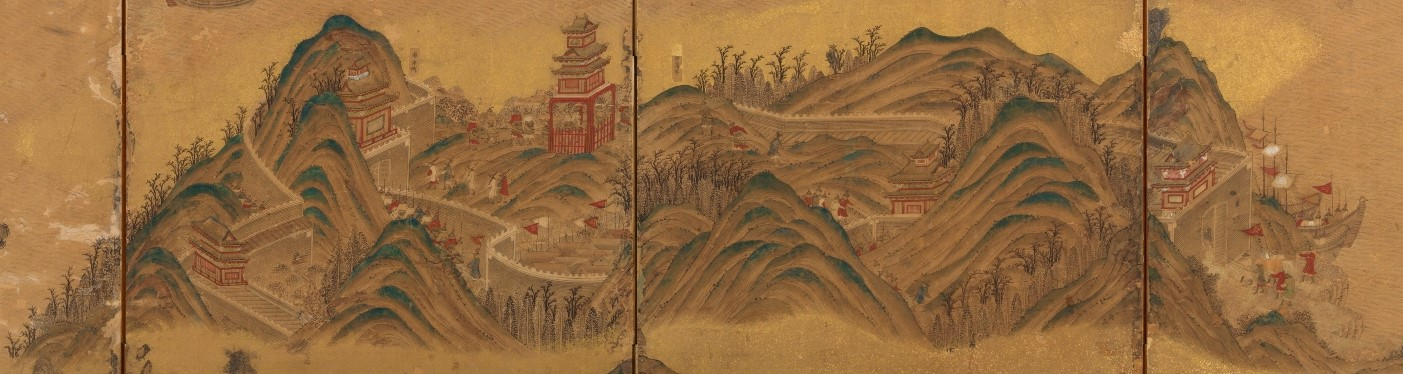
정왜기공도권의 남해왜성 부분. 조명연합군이 일본군 잔존 부대를 소탕하고 있다.

남해 선소왜성(南海 船所倭城)은 대한민국 경상남도 남해군 남해읍 선소리에 축조된 정유재란 때 일본군이 쌓은 일본식 성곽(왜성)이다.

## 개요
1597년 11월 왜장 와키자카 야스하루(脇板安治)와 소 요시토시(宗義智)가 축성을 담당했다. 이후 소 요시토시가 수비장이 되어 1000여 명 병력으로 주둔했다. 오늘날 남해왜성은 논과 밭으로 이용되고 있다. 천수대와 내성은 남아 있는 석축으로 그 형태를 맨눈으로 확인할 수 있지만, 외성은 도로와 주택으로 인해 불가능하다.
윤산 천남대(天南臺)라는 언덕에 1597년에 와카사카 야스히로가 축성하였고 순천에 주둔한 고니시 유키나가 사위인 소 요시토시가 1천 명의 군사를 이끌고 약 1년간 주둔한 곳이기도 하다. 언덕의 정상부에는 성곽을 세 겹으로 쌓아 올린 천수각(지휘부)이 있었을 거라 추정하고 있다.
부둣가의 왼쪽에는 바다가 끝나는 부분에 커다란 둥근 바위가 나온다. 바위에 가로 131cm 세로 253cm 크기의 직사각형 비석 모양으로 파서 글을 새긴 경상남도의 유형문화재 제27호인 남해 장량상 동정마애비(南海 張良相 東征磨崖碑)가 있다. 덩굴 식물의 문양인 당초문(唐草文)으로 띠를 돌려 새겨져 있다.

## 같이 보기
- 와키자카 야스하루
- 소 요시토시
- 남해 장량상 동정마애비 - 경상남도의 유형문화재 제27호